# Monika Sawicka
Monika Sawicka, właśc. Monika Maria Sawicka-Kacprzak z domu Ubysz (ur. 5 stycznia 1972 w Łodzi) – polska pisarka i dziennikarka telewizyjna, mistrzyni ceremonii pogrzebowych.

## Życiorys
Jest absolwentką XXI Liceum Ogólnokształcącego w Łodzi oraz Społecznej Akademii Nauk. Pracuje jako dziennikarka Otwartej Telewizji Młodych RETSAT1, działającej na łódzkim osiedlu Retkinia. Jest autorką powieści obyczajowych dla dorosłych i młodzieży. W swoich książkach porusza tematy: miłości, przyjaźni i problemów życia codziennego. Do napisanych przez nią książek należą m.in.: Kruchość porcelany, Mimo wszystko, Serwantka oraz Dobrze, że jesteś. Jest również autorką cyklu książek dla dzieci o przygodach psa Kajtusia.
Jest współzałożycielką i czynną działaczką Fundacji „Vade-Mecum – chodź ze mną im. Sandry Brędowskiej”, w ramach działalności prowadzi warsztaty plastyczno-literackie dla dzieci i młodzieży szkolnej. Bez powodzenia startowała w 2018 do Sejmiku Województwa Łódzkiego z listy SLD Lewica Razem, w 2023 do Sejmu z ramienia Nowej Lewicy i w 2024 Rady Miejskiej w Łodzi z listy Koalicji Obywatelskiej (jako członkini NL).

## Życie prywatne
Ma męża i córkę. Deklaruje się jako ateistka.

## Wyróżnienia
- Odznaka „Za Zasługi dla Miasta Łodzi” (2023)[7]

## Wyniki wyborcze
| Wybory | Komitet wyborczy | Komitet wyborczy         | Organ                        | Okręg | Wynik        |
| ------ | ---------------- | ------------------------ | ---------------------------- | ----- | ------------ |
| 2018   |                  | KKW SLD Lewica Razem     | Sejmik Województwa Łódzkiego | nr 1  | 1289 (0,44%) |
| 2023   |                  | KW Nowa Lewica           | Sejm X kadencji              | nr 9  | 615 (0,13%)  |
| 2024   |                  | KKW Koalicja Obywatelska | Rada Miejska w Łodzi         | nr 7  | 1035 (3,38%) |

## Publikacje

### Powieści
- Serwantka, Łódź: Wydawnictwo Literackie Magia Słów, 2006, ISBN 978-83-923909-1-6
- Kruchość porcelany, Łódź: Wydawnictwo Literackie Magia Słów, 2005, 2007, 2008, 2009, 2011, 2016 ISBN 978-83-923909-3-0
- Sawicka M.M., Król-Wrodycka A., Demi-sec, Łódź: Wydawnictwo Literackie Magia Słów, 2007, ISBN 978-83-923909-4-7
- Mimo wszystko, Zakrzewo: Wydawnictwo Replika, 2008, 2015, ISBN 978-83-7674-491-9
- 7 kolorów tęczy, e-bookowo, 2009, ISBN 978-839-239-099-2
- Szeptem, e-bookowo, 2010, ISBN 978-83-923909-6-1
- Dobrze, że jesteś, Zakrzewo: Wydawnictwo Replika, 2015, ISBN 978-83-7674-472-8
- Za rok o tej porze, Zakrzewo: Wydawnictwo Replika, 2016, ISBN 978-83-7674-561-9
- Znajdź mnie jeszcze raz, Zakrzewo: Wydawnictwo Replika, 2018, ISBN 978-83-7674-664-7
- Gdyby nie ty, Poznań: Czwarta Strona, 2018, ISBN 978-83-7976-080-0
- Kolorowych snów, Poznań: Czwarta Strona, 2019, ISBN 978-83-66278-64-6
- Wszystkie nasze tajemnice, e-bookowo, 2020, ISBN 978-83-8166-107-2

### Zbiory opowiadań
- Kolejność uczuć, e-bookowo, 2010, ISBN 978-83-923909-5-4
- Przed oczami, e-bookowo, 2013, ISBN 978-83-7859-195-5
- Sawicka M., Kamieńska M., M do kwadratu, e-bookowo, 2013, ISBN 978-83-7859-008-8
- Gra wstępna, e-bookowo, 2012, ISBN 978-83-935821-1-2
- Nie bo piekło, e-bookowo, 2021, ISBN 978-83-8166-206-2
- Kocham cię, e-bookowo, 2022, ISBN 978-83-8166-309-0

### Książki dla dzieci
- O Kajtku Szczęściarzu, e-bookowo, 2014, ISBN 978-83-7859-348-5
- Zakochany Kajtek, e-bookowo, 2017, ISBN 978-83-7859-790-2
- Kajtuś rusza w świat, e-bookowo, 2017, ISBN 978-83-7859-851-0.
- Kajtuś patriota, e-bookowo, 2018, ISBN 978-83-7859-943-2
- Królewna Nutka, e-bookowo, 2020, ISBN 978-83-8166-160-7